# SÁM 66
SÁM 66とは、18世紀のアイスランドの写本であり、図版を多く含んでいることで知られている。SÁMとは Stofnun Árna Magnússonar á Íslandi アールニ・マグヌースソン研究所(en) の略であり、2007年現在は同研究所が所蔵している。

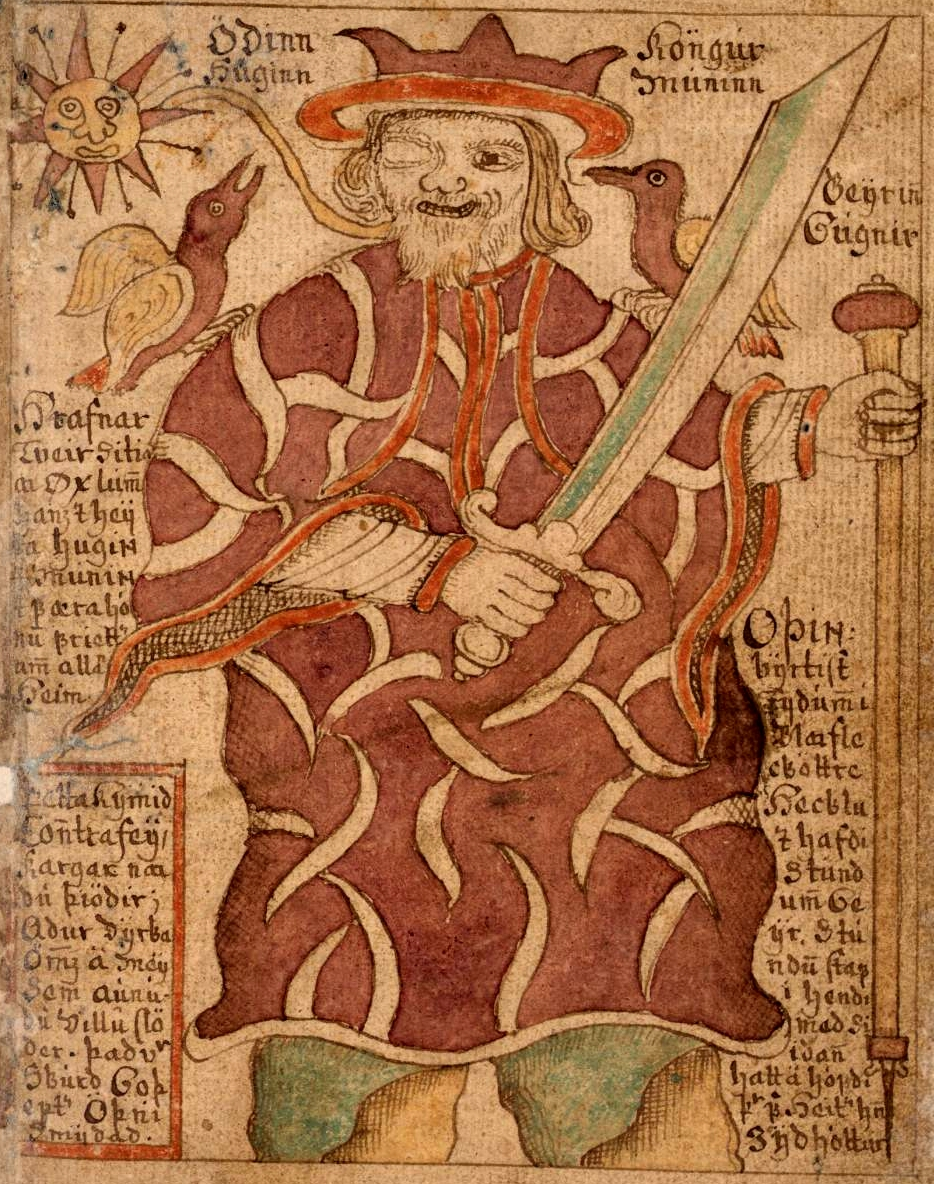
オージン。
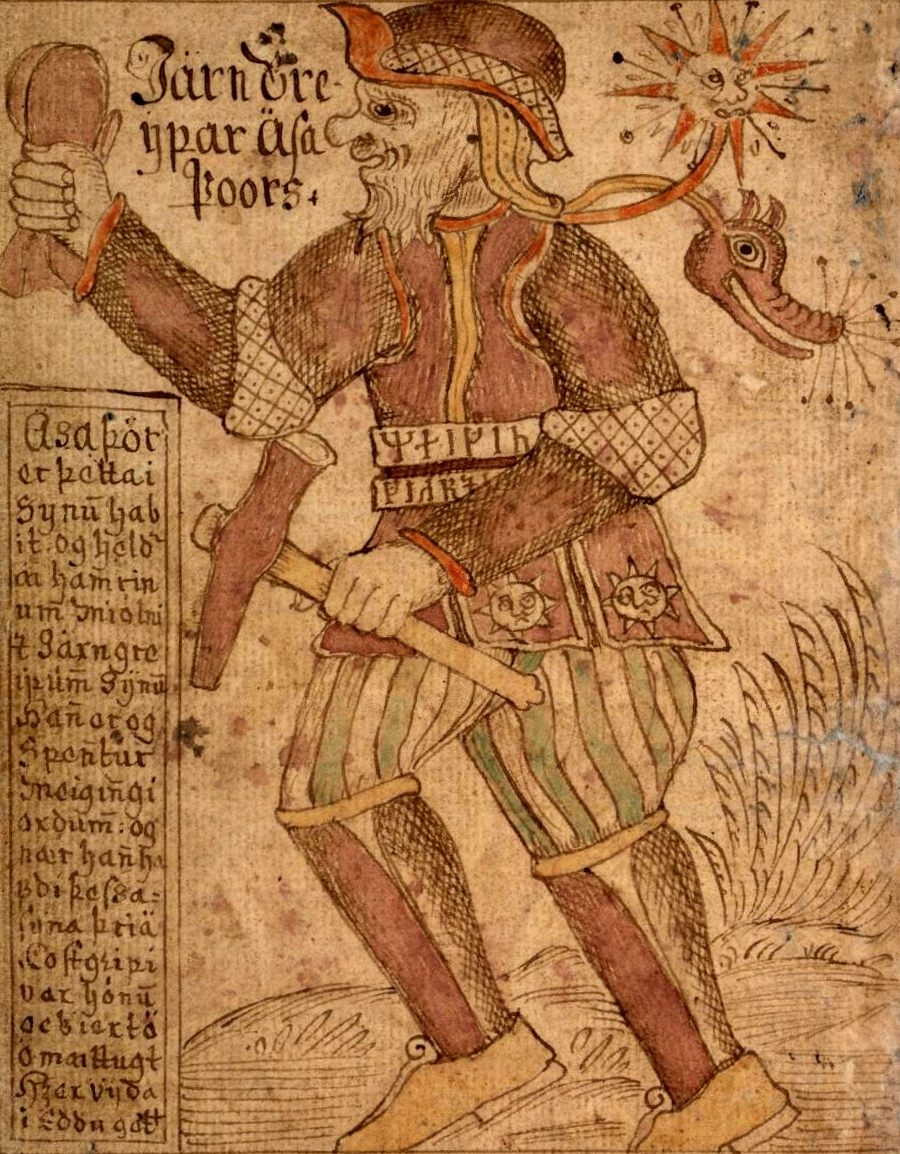
ソール。
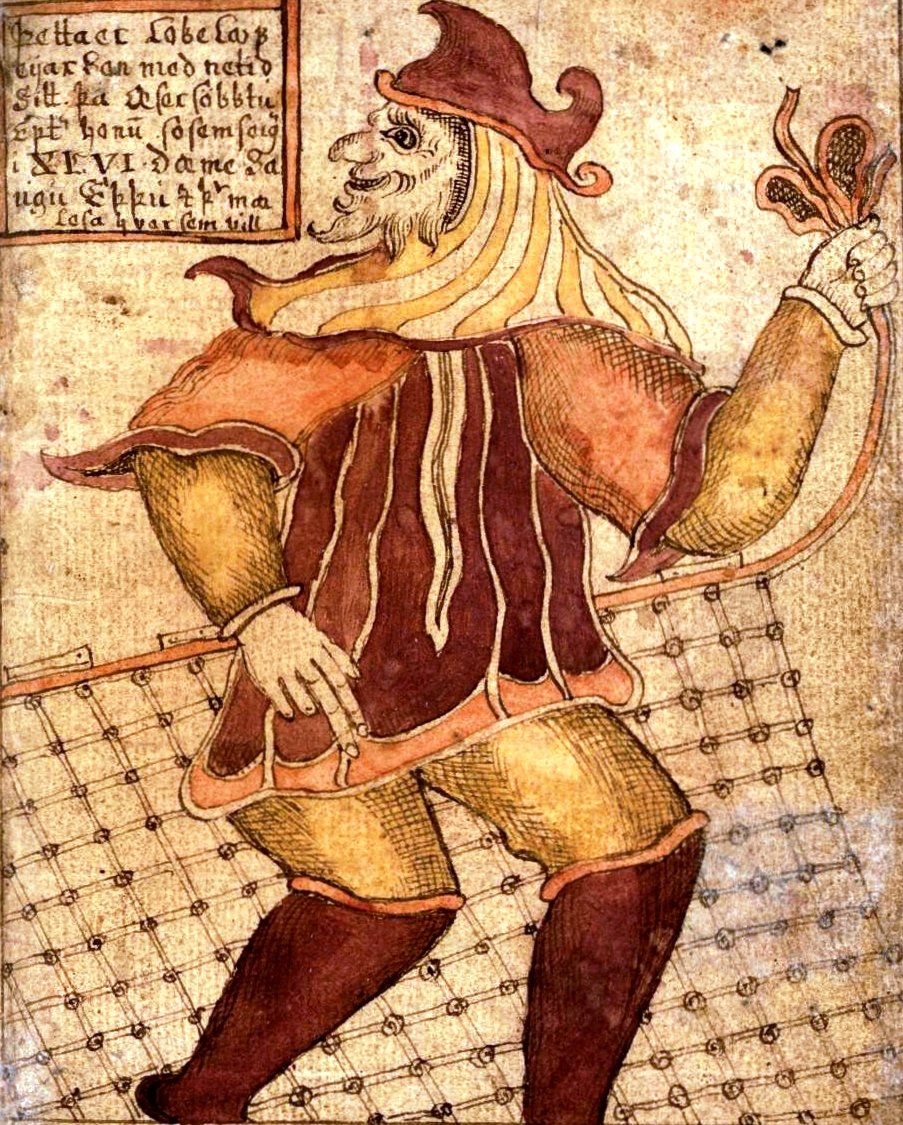
ロキ。
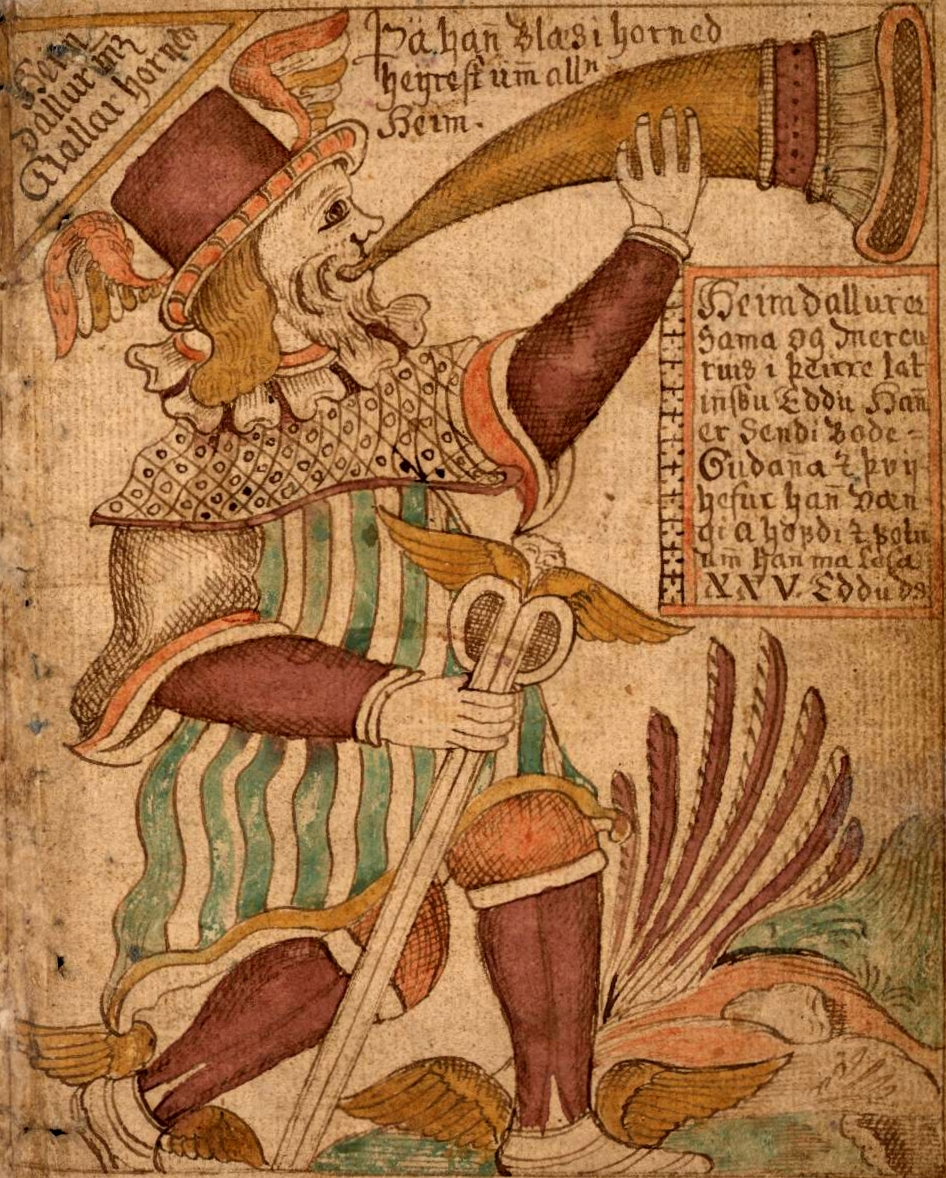
ヘイムダッル。
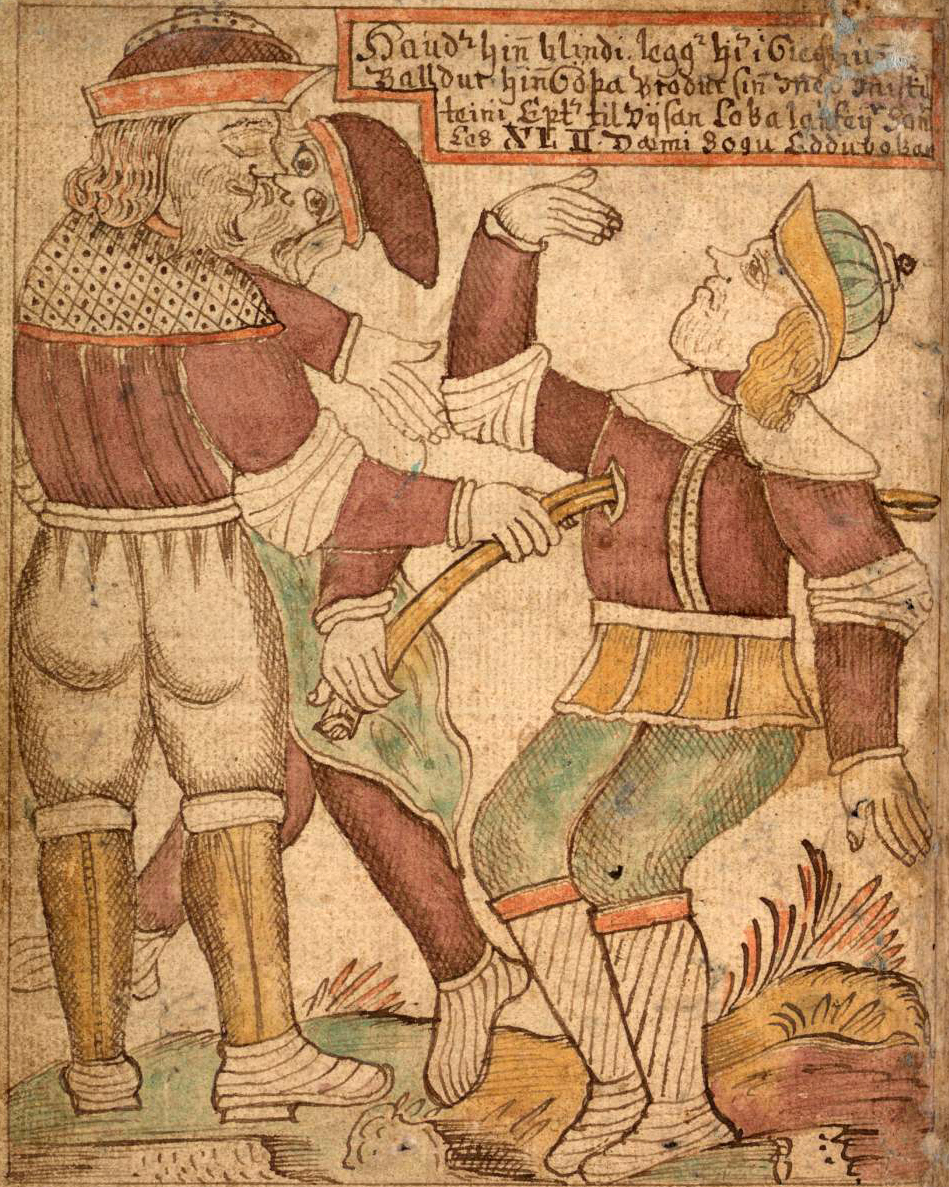
バルドル。
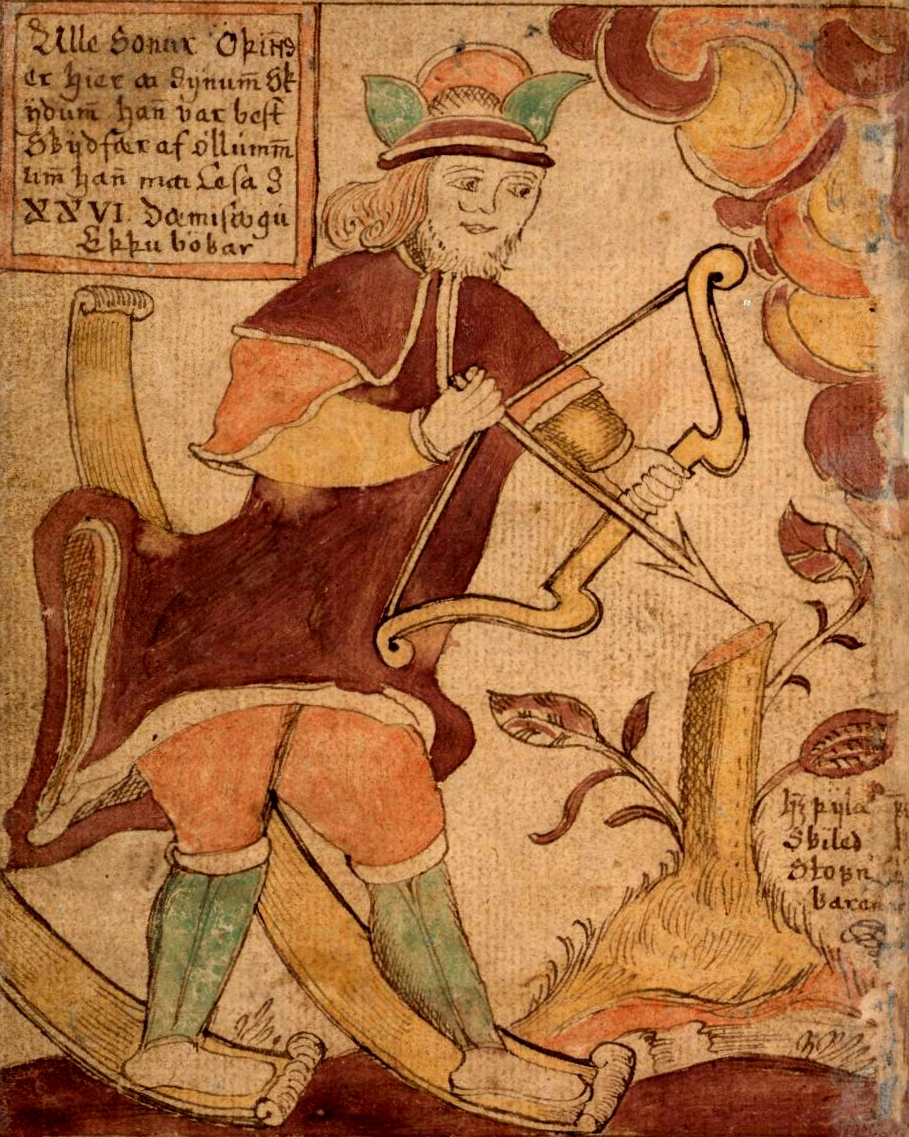
ウッルル。
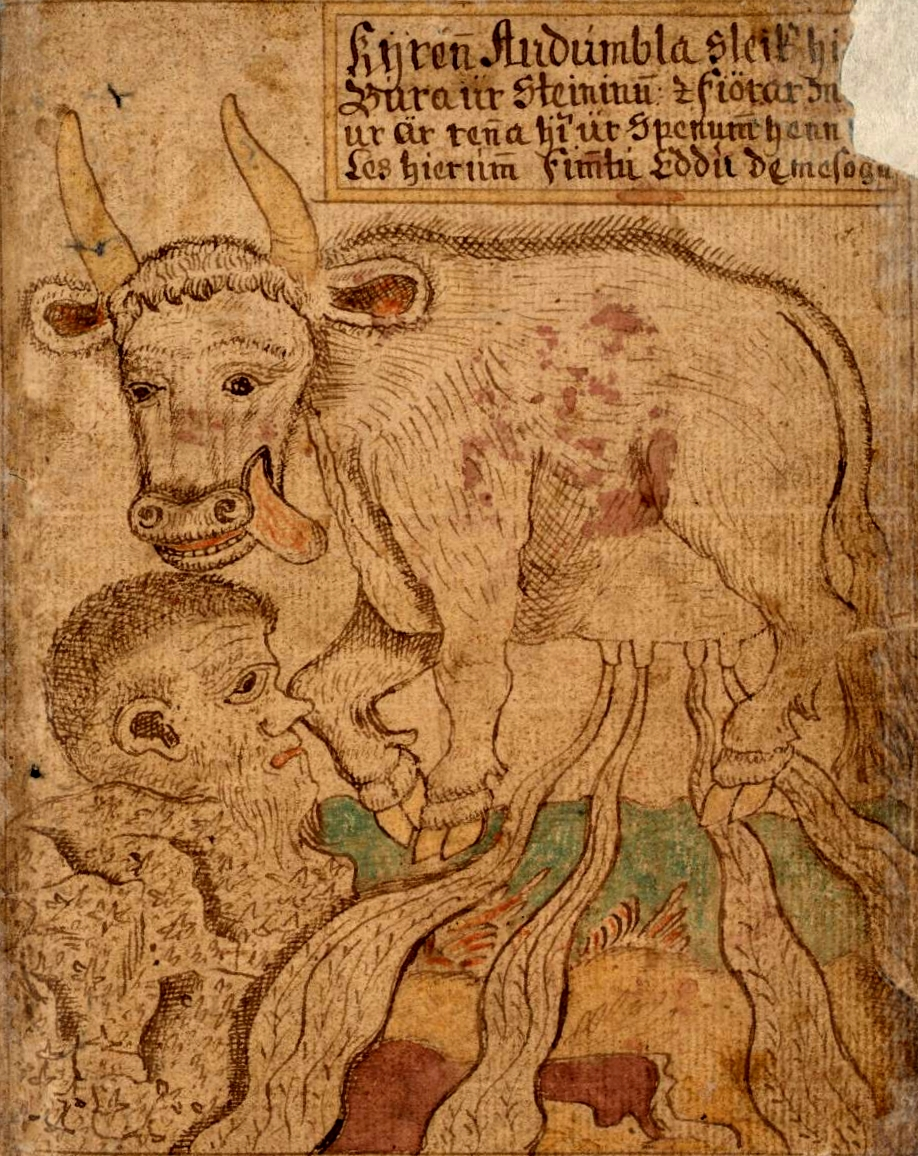
アウズンブラ。
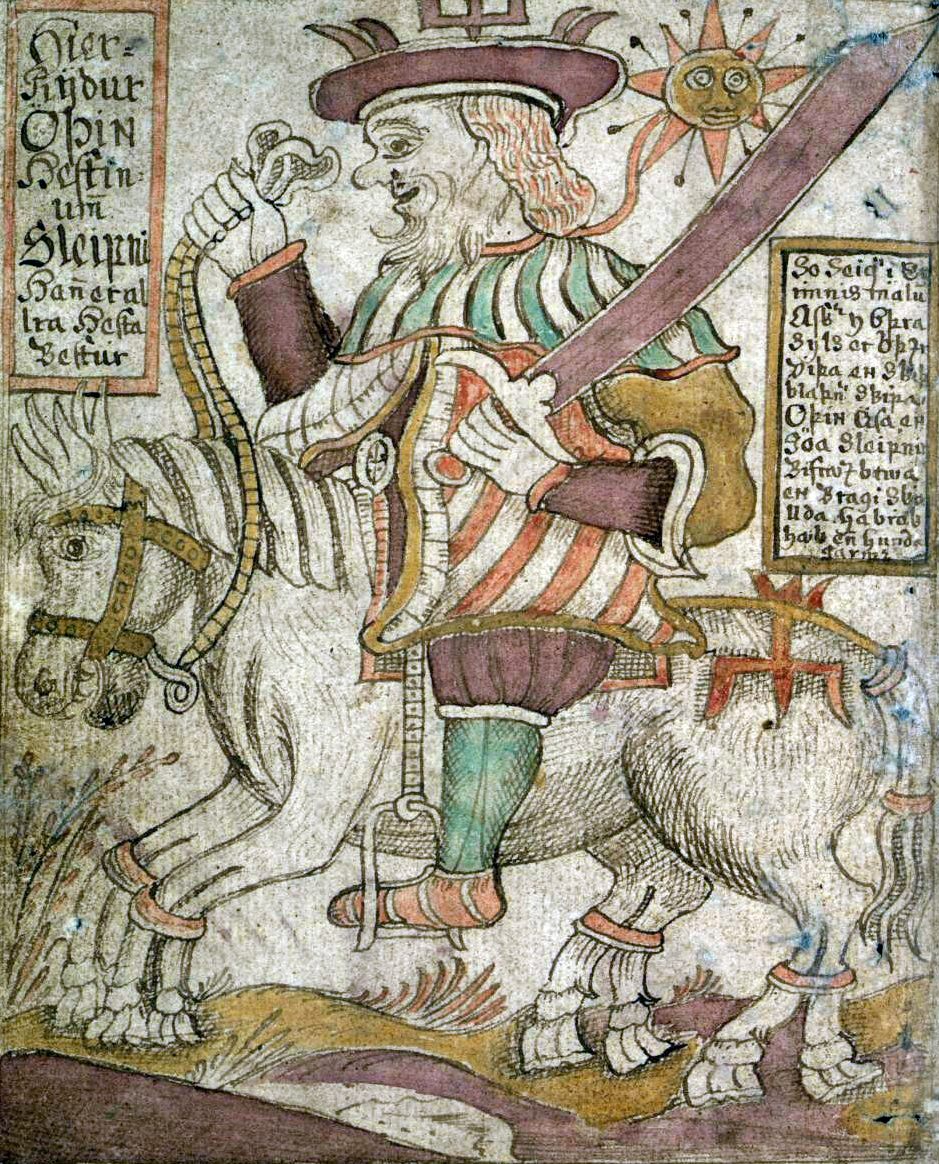
スレイプニルを駆るオージン。
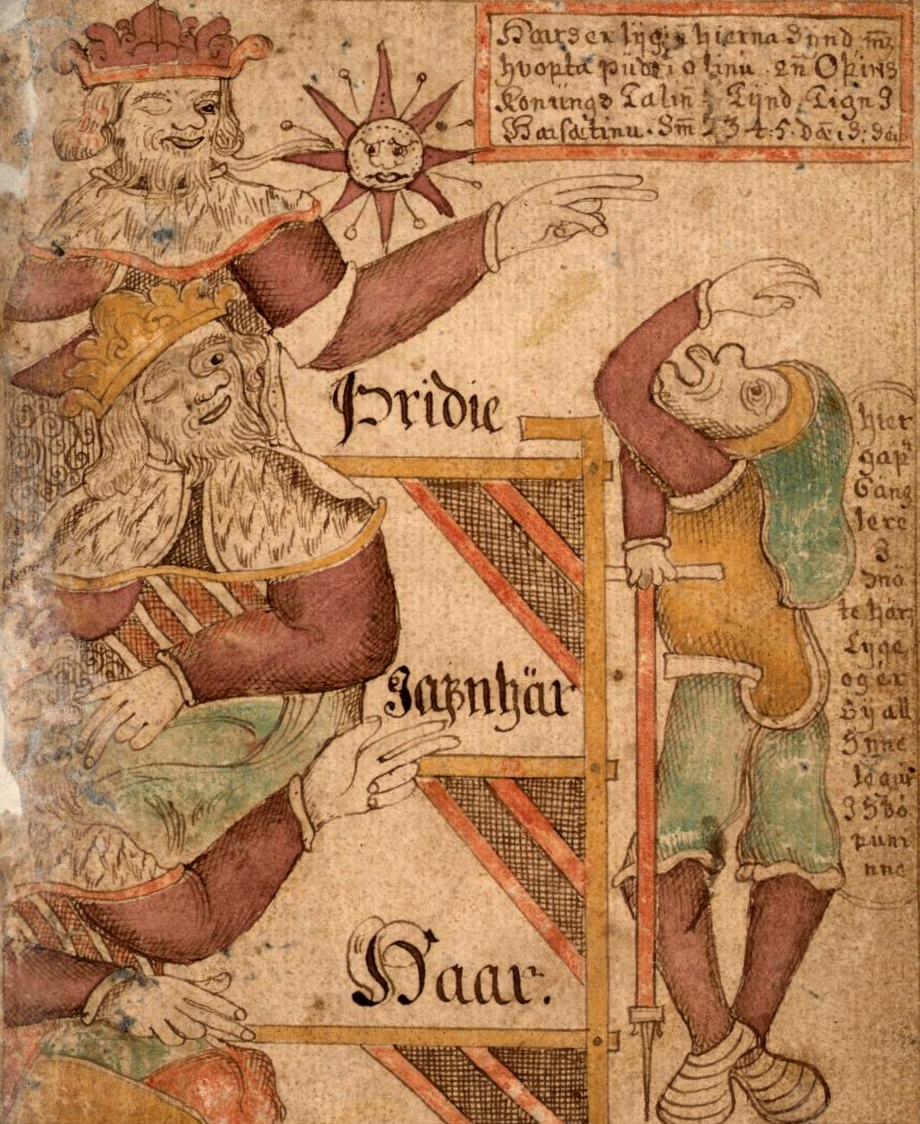
『ギュルヴィたぶらかし』の一場面。
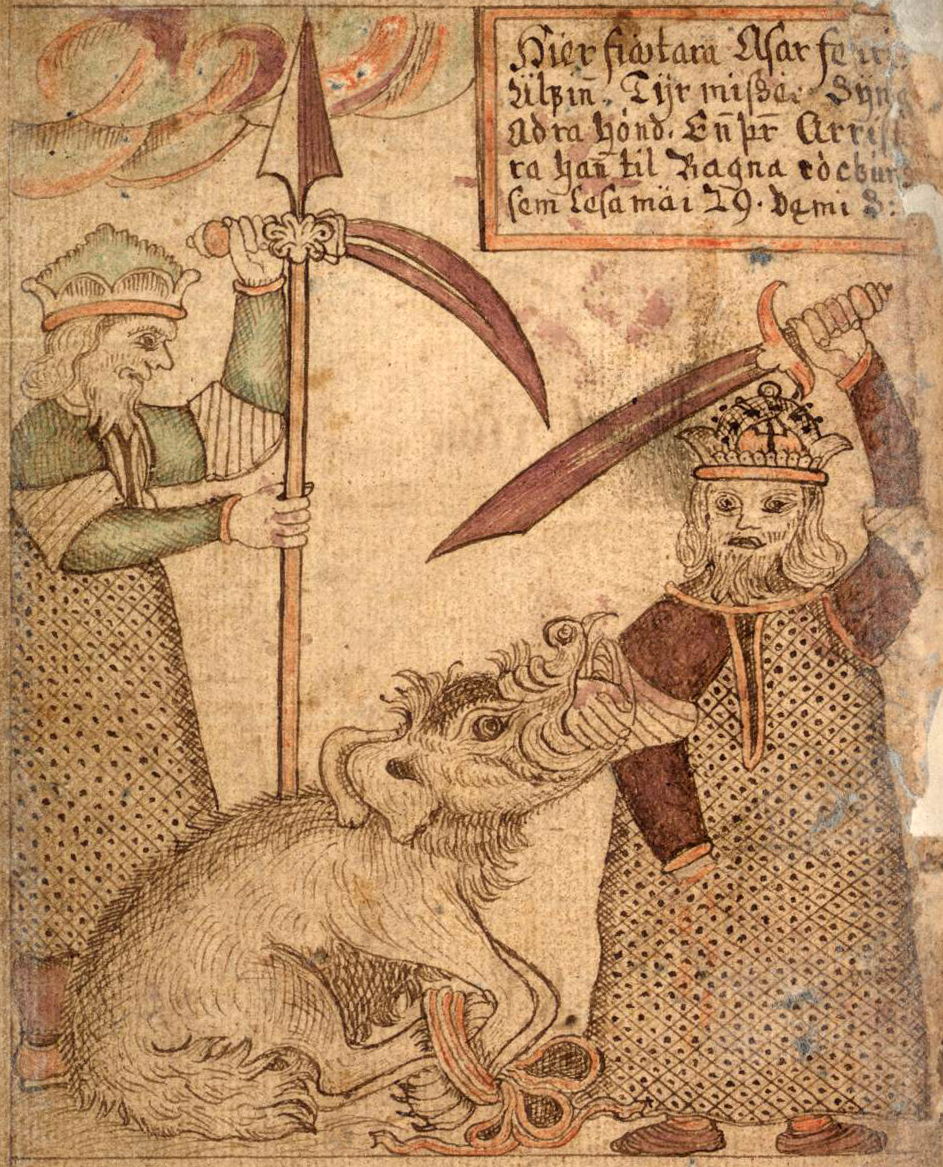
テュールの腕に噛みつくフェンリル狼。
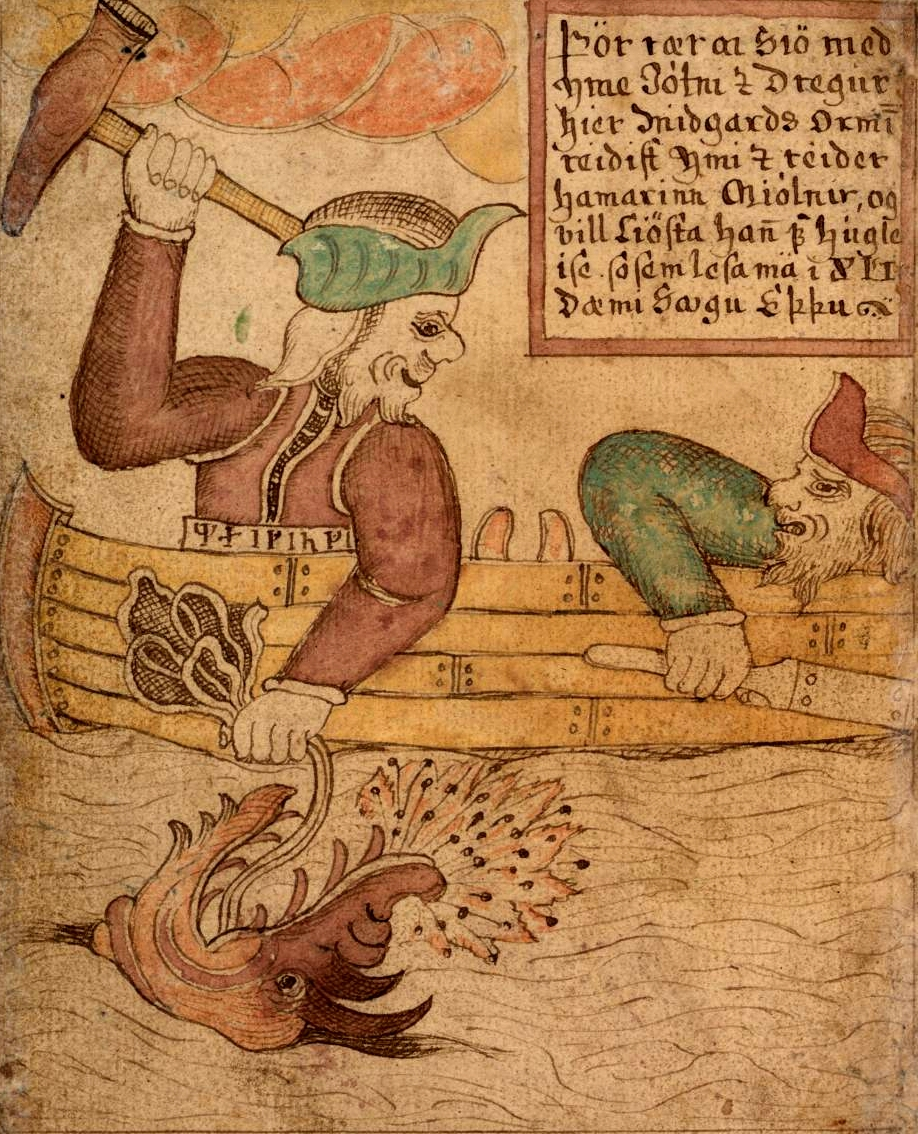
ヨルムンガンドを釣りに行くソールとヒュミル。
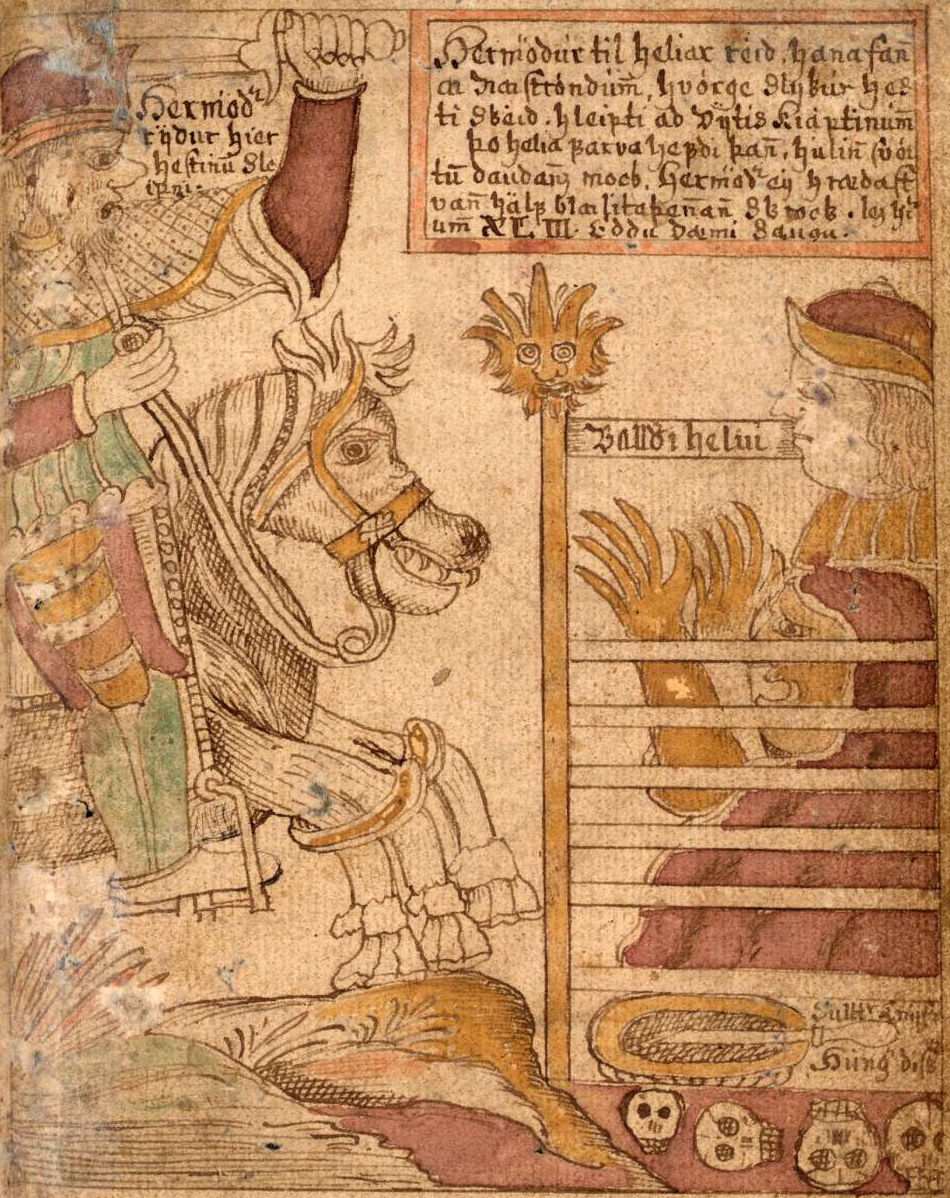
ヘルの下を訪ねるヘルモーズル。
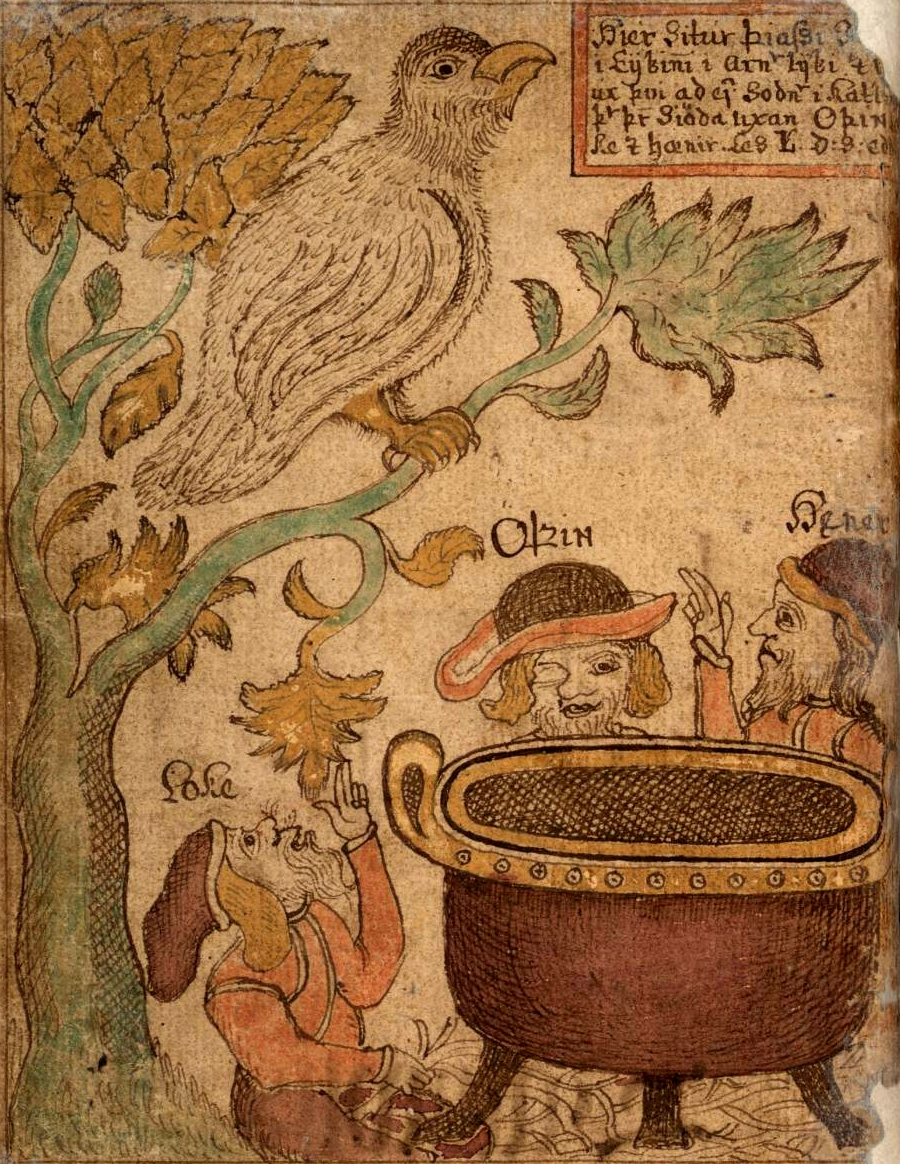
料理をしようとするオージン、ロキ、ヘーニルと木の上でそれを窺うシャツィ。
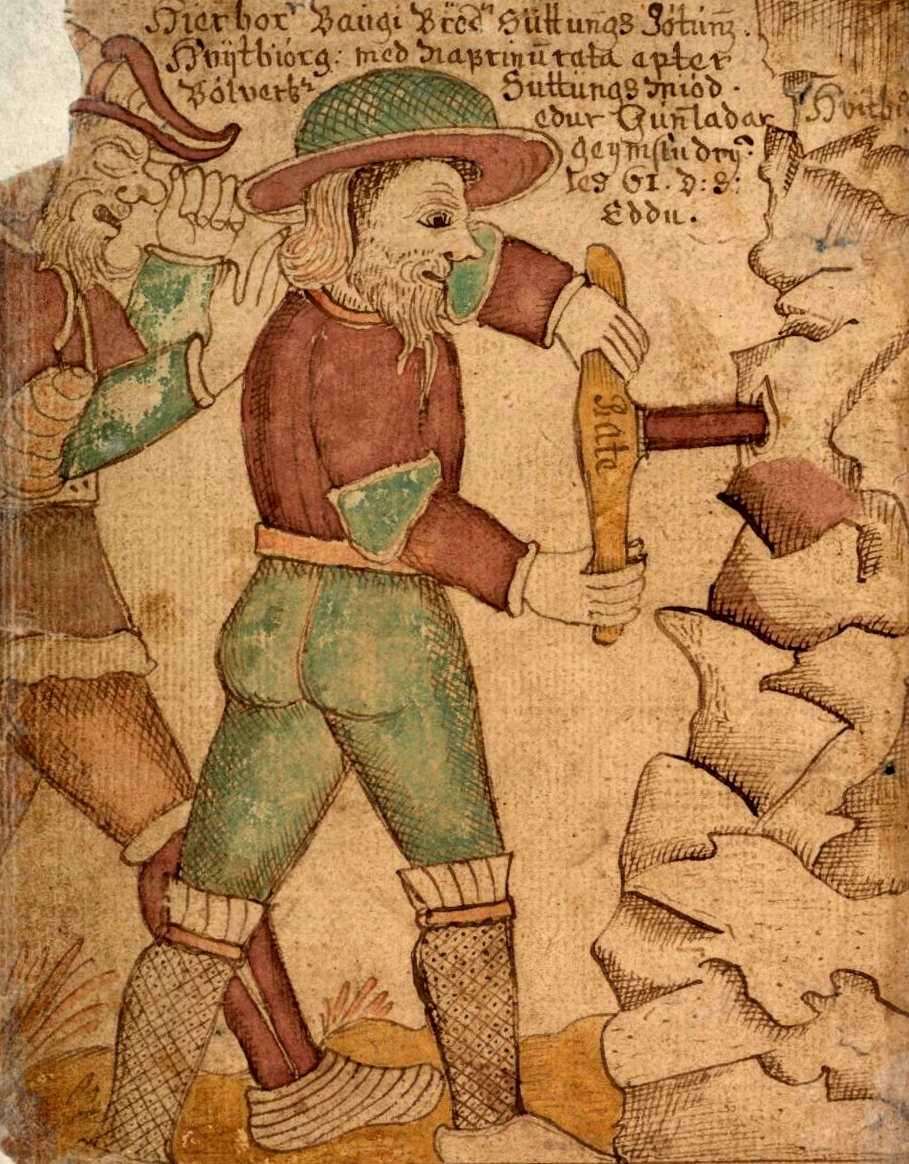
詩人の蜜酒を手に入れるため、バウギに穴を掘らせるオージン。
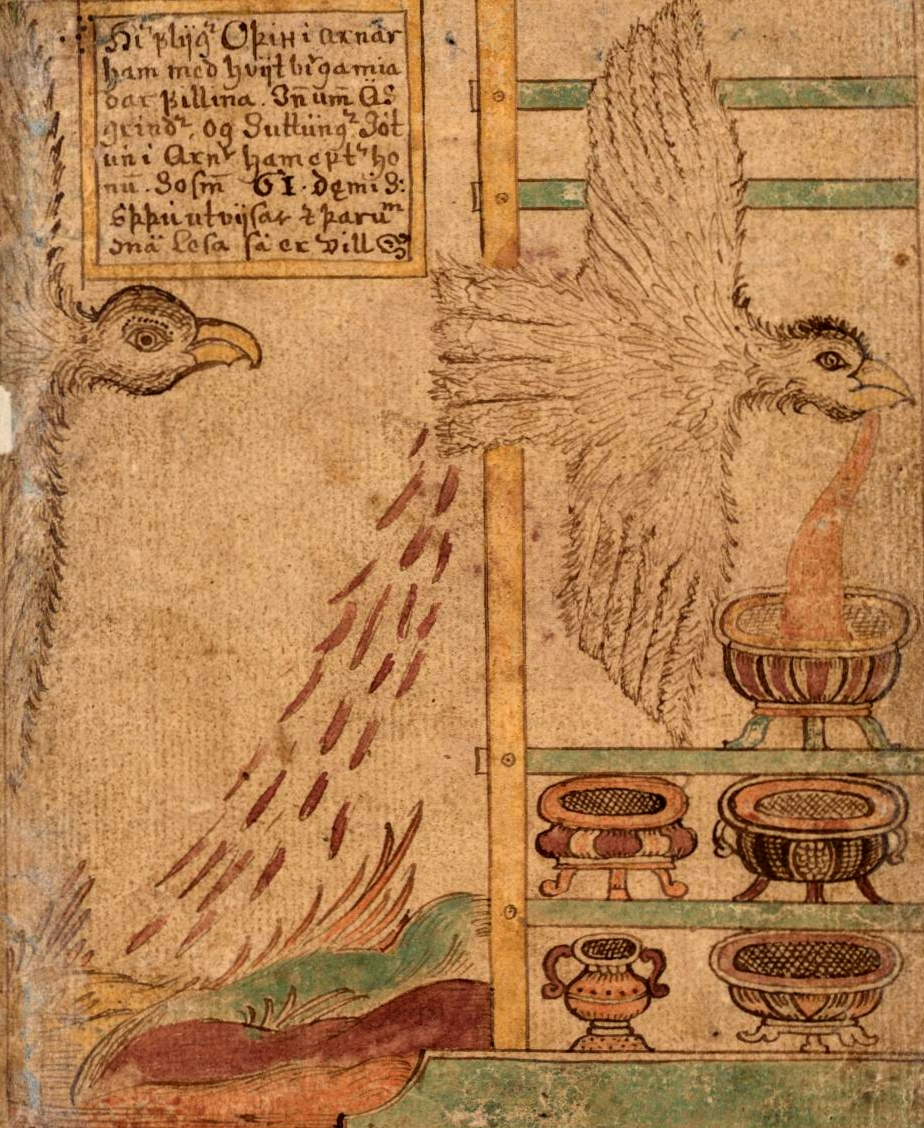
鳥に変身し、蜜酒を持ち帰るオージン。